# Kłamstewko (film 2019)
Kłamstewko (ang. The Farewell) – amerykański komediodramat z 2019 roku w reżyserii Lulu Wang, z Shuzhen Zhao i Awkwafiną w rolach głównych.

## Fabuła
Akcja filmu rozgrywa się w Stanach Zjednoczonych i w Chinach w czasach współczesnych. Rodzina zza oceanu przybywa do Chin, by spędzić jakiś czas z babcią, o której dowiedzieli się, że wkrótce umrze na raka. Stan jej zdrowia utrzymują przed nią w tajemnicy.

## Obsada
Źródło:
- Shuzhen Zhao jako Nai Nai
- Awkwafina jako Billi
- X Mayo jako Suze
- Hong Lu jako mała Nai Nai
- Hong Lin jako lekarz
- Tzi Ma jako Haiyan
- Diana Lin jako Lu Jian
- Yang Xuejian jako pan Li
- Becca Khalil jako Shirley

## Premiera
Film miał swoją światową premierę podczas Festiwalu Filmowego w Sundance 25 stycznia 2019 roku. Do szerokiej dystrybucji kinowej w Stanach Zjednoczonych obraz trafił 9 sierpnia 2019. W polskich salach kinowych znalazł się 7 lutego 2020.

## Odbiór

### Box office
Przy budżecie szacowanym na trzy miliony dolarów, Kłamstewko zarobiło w USA i Kanadzie 17,7 miliona, a w pozostałych krajach równowartość około 5,4 mln USD; łącznie około 23 miliony.

### Reakcja krytyków
Film spotkał się z dobrą reakcją krytyków. W agregatorze recenzji Rotten Tomatoes 97% z 341 recenzji uznano za pozytywne, a średnia ocen wystawionych na ich podstawie wyniosła 8,50. Z kolei w agregatorze Metacritic średnia ważona ocen z 47 recenzji wyniosła 89 punktów na 100.

### Nominacje i nagrody (wybrane)
- Złoty Glob (2020) – Najlepsza aktorka w komedii lub musicalu – Awkwafina[7]
- Złoty Glob (2020) – nominacja do najlepszego filmu zagranicznego[7]
- BAFTA (2020) – nominacja do najlepszego filmu nieanglojęzycznego – Daniele Tate Melia, Lulu Wang[7]